# Committee on Public Information

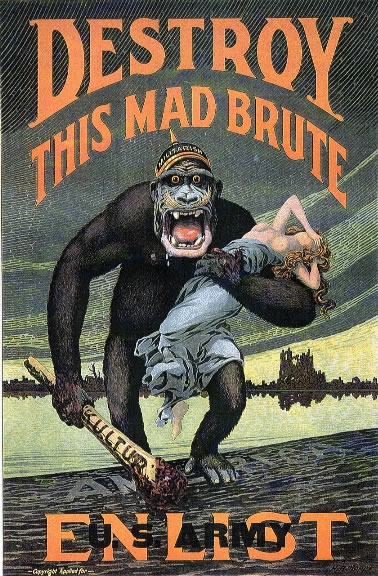
Manifesto di propaganda, 1917

Il Committee on Public Information (letteralmente Comitato di informazione pubblica), anche conosciuto come CPI o Comitato Creel, era un'agenzia indipendente del governo degli Stati Uniti creata con lo scopo di influenzare l'opinione pubblica statunitense a favore dell'intervento nella prima guerra mondiale.
Il Comitato fu creato con un decreto legge del presidente Woodrow Wilson il 13 aprile 1917 e fu abolito nel 1919.

## Storia
Il 6 aprile 1917, gli Stati Uniti dichiararono il loro ingresso nella prima guerra mondiale schierandosi al fianco delle potenze dell'Intesa contro la Germania e l'Austria. Per guadagnare l'assenso dell'opinione pubblica, il governo americano, con a capo il presidente Woodrow Wilson, il 13 aprile istituì un comitato sull'informazione pubblica, il Committee on Public Information, conosciuto anche come Creel Committee (dal nome del suo ideatore, il giornalista George Creel). Come parte del comitato vennero incaricati, oltre al presidente e Creel, ministri della guerra, degli esteri, della marina, pubblicitari, giornalisti, tra cui Walter Lippmann e Edward Bernays in veste di consulenti. Il Creel Committee era stato organizzato come un mezzo di propaganda bellica in grado di sfruttare più strumenti possibili per diffondere l'idea dell'accettazione riguardo all'ingresso dell'America in guerra. Vennero istituite anche delle sezioni estere con uffici in trenta paesi. Sul territorio nazionale furono diffusi migliaia di comunicati stampa, milioni di poster, tra cui il più noto raffigurante lo Zio Sam e la celebre frase "I Want You for US Army", oltre a manifesti, immagini e vari tipi di documenti propagandistici. Anche all'interno dell'informazione e del cinema vennero introdotti metodi di propaganda pro-bellica, rispettivamente con la ''New Division e la Film Division. L'industria di Hollywood produsse una serie di film dal chiaro messaggio antitedesco, tra cui Gli artigli dell'unno, Il delinquente prussiano, All'inferno con il Kaiser, Il Kaiser la belva di Berlino. Sei mesi di campagna propagandistica causarono la nascita e diffusione di decine di organizzazioni patriottiche, e condussero ad un'isteria antitedesca così intensa da impressionare permanentemente il mondo degli affari statunitense (ma anche Adolf Hitler, tra gli altri) per la capacità di controllare l'opinione pubblica su larga scala. La Commissione creò anche i four minute men, un gruppo di circa 75.000 volontari autorizzati dal presidente, per diffondere dei discorsi della durata di quattro minuti proiettati nei cinema, su argomenti forniti loro dal Comitato. Riuscirono a tenere oltre 750.000 discorsi in 5.200 località.